# Grete Gaim
Grete Gaim, née le 21 mai 1993, à Tartu est une biathlète estonienne. 

## Biographie
Grete Gaim prend part à ses premières compétitions internationales en 2010 à l'occasion des Championnats du monde jeunesse. 
Elle fait ses débuts en Coupe du monde en fin d'année 2011 à Östersund, avant de remporter son seul titre international aux Championnats du monde jeunesse sur la poursuite en remontant depuis la dixième place. Elle marque ses premiers points en Coupe du monde en 2013 à l'individuel d'Östersund, où elle est 38e. En 2014, elle est sélectionnée pour les Jeux olympiques de Sotchi, où elle est 71e du sprint, 58e de l'individuel et 16e du relais.

## Palmarès

### Jeux olympiques d'hiver
| Épreuve / Édition           | Individuel | Sprint | Poursuite | Mass start | Relais | Relais mixte |
| Jeux olympiques 2014 Sotchi | 58e        | 71e    | -         | -          | 16e    | -            |

Légende :
- - : Non disputée par Gaim

### Championnats du monde
| Épreuve / Édition        | Individuel | Sprint | Poursuite | Départ en ligne | Relais | Relais mixte |
| Mondiaux 2012 Ruhpolding | 82e        | —      | —         | —               | 14e    | —            |
| Mondiaux 2013 Nové Město | 57e        | 95e    | —         | —               | 20e    | —            |
| Mondiaux 2016 Oslo       | Abandon    | 89e    | —         | —               | —      | —            |

Légende :
- — : Non disputée par Gaim

### Coupe du monde
- Meilleur classement général : 101e en 2014.
- Meilleur résultat individuel : 38e.

#### Différents classements en Coupe du monde
| Année     | Classement général final | Sprint | Poursuite | Individuel | Mass start |
| 2013-2014 | 101e                     | -      | -         | 57e        | -          |

### Championnats du monde jeunesse
- Médaille d'or de la poursuite en 2012.